# Liste der Ehrenbürger von Brandenburg an der Havel
Das Ehrenbürgerrecht ist die höchste Ehrung der Stadt Brandenburg an der Havel.
Gemäß §2 der Ehrenordnung der Stadt kann es an Personen verliehen werden, die sich um sie besonders verdient gemacht haben. Die besonderen Verdienste können durch außergewöhnliche Leistungen oder besonderes Engagement um die Entwicklung, das Wohl und das Ansehen der Stadt und ihrer Bürger begründet sein. Es kann sich um ein herausragendes Lebenswerk handeln, das mit der Stadt verbunden ist, oder ein Einzelhandeln, welches den üblichen Rahmen weit übersteigt und nachweislich dem Gemeinwohl dient und mit der Stadt in Verbindung steht. Die besonderen Verdienste können dabei auf kommunalem, wirtschaftlichem, kulturellem, sportlichem, wissenschaftlichem, politischem, sozialem oder humanitärem Gebiet liegen. Die zu ehrende Persönlichkeit muss nicht Bürger der Stadt Brandenburg an der Havel sein.
Die Ernennung zum Ehrenbürger erfolgt auf Beschluss der Stadtverordnetenversammlung durch den Oberbürgermeister. Die Ehrenbürger werden zu besonderen öffentlichen Anlässen der Stadt eingeladen. Sie haben das Recht, Einrichtungen der Stadt wie städtische Museen, Bibliotheken, Archive, Parkplätze, kommunale Kultureinrichtungen, Schwimmhallen und Freibäder sowie die von der Stadt durchgeführten Veranstaltungen und Ausstellungen unentgeltlich zu nutzen. Bei Einwilligung der Angehörigen übernimmt die Stadt für das Grab eines verstorbenen Ehrenbürgers auf einem Friedhof in der Stadt Brandenburg an der Havel die Grabpflege. Das Ehrenbürgerrecht kann entzogen werden, wenn sich der Ehrenbürger durch sein Verhalten als unwürdig erwiesen hat.
Seit 1827 wurde insgesamt 32 Personen diese Ehrung zuteil. Außerdem waren 1933 Adolf Hitler und 1934 Wilhelm Kube sowie 1976 Ernst Albert Altenkirch zu Ehrenbürgern ernannt worden. Diese Ehrungen wurden 1991 auf Beschluss der Stadtverordnetenversammlung wieder aberkannt.
Hinweis: Die Auflistung erfolgt chronologisch nach Datum der Zuerkennung.

## Die Ehrenbürger der Stadt Brandenburg an der Havel

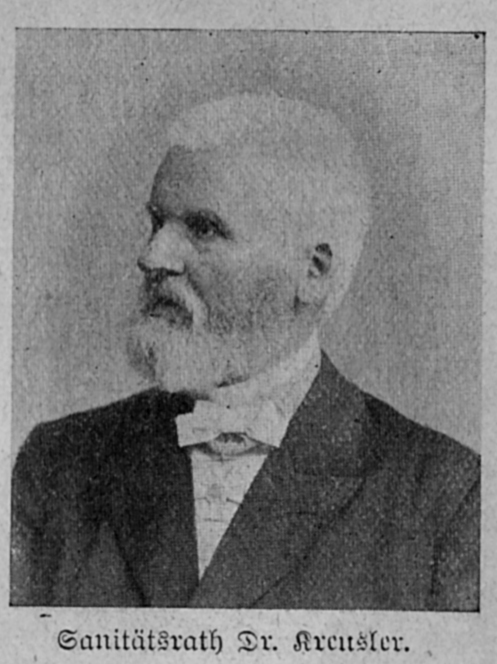
Wolrad Kreusler

Otto Sidow

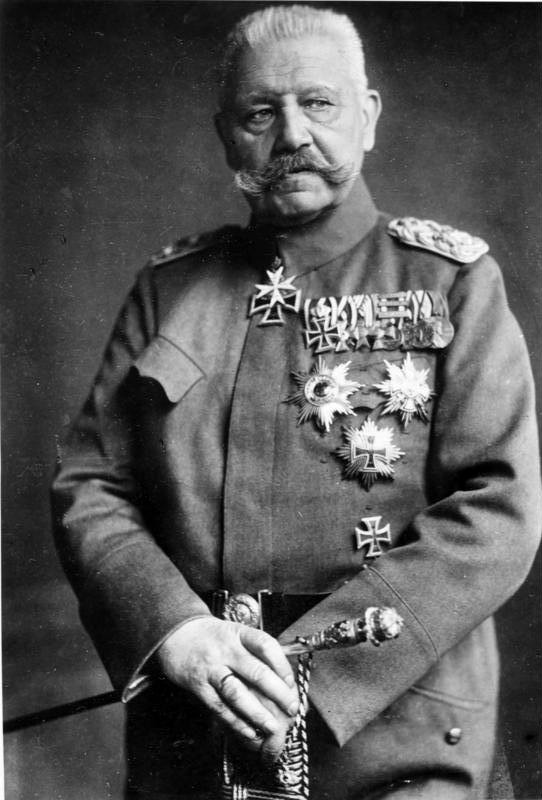
Paul von Hindenburg

1. Friedrich Wilhelm Barth
Rektor des Gymnasiums
Verleihung 1827
Die Verleihung erfolgte anlässlich seines 30. Dienstjubiläums.
2. Friedrich Eberhard Christian Martus (1761–1843)
Superintendent der Diözese Brandenburg Neustadt und Pfarrer u. a. in Golzow, Schulinspektor u. a. des Gymnasiums in Brandenburg an der Havel
Verleihung 1833
Die Verleihung erfolgte anlässlich seines 50. Dienstjubiläums.
3. Wilhelm Ludwig Ritter
Postdirektor
Verleihung 1834
Die Verleihung erfolgte anlässlich seines 50. Dienstjubiläums.
4. Herr Schrobsdorff
Amtmann in Krahne
Verleihung 1848
Schrobsdorff versorgte die Brandenburger Bevölkerung während der Hungersnöte 1847/1848 mit Lebensmitteln.

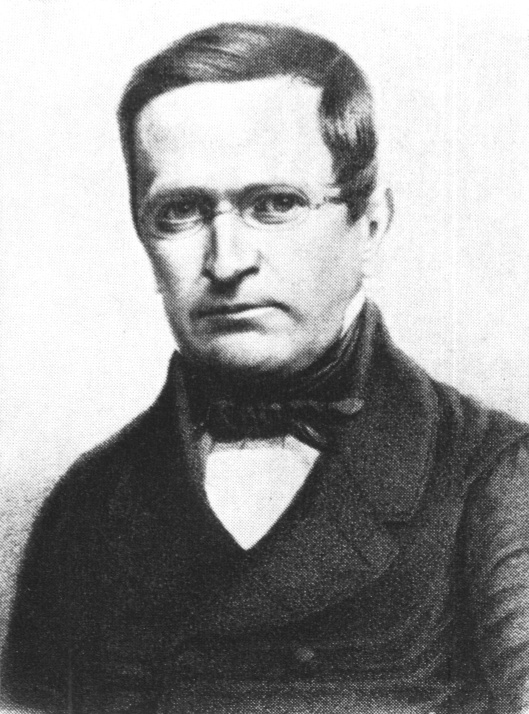
Otto Theodor von Manteuffel
5. Otto Theodor von Manteuffel (1805–1882)
preußischer Innenminister und Ministerpräsident
Verleihung 1853
6. Herr v. Carl
Geheimer Kommerzienrat
Verleihung 1867
Stiftung eines Altarfensters für die St.-Katharinenkirche
7. Herr Maurer
Generalkonsul aus Stettin
Verleihung 1868
Stifter von bemalten Fenstern für die St.-Katharinenkirche
8. August Wredow (1804–1891)
Bildhauer
Verleihung 1872
Stifter und Gründer der Wredowschen Zeichenschule
9. Julius von Groß (1812–1881)
preußischer General
Verleihung 1880
Groß war ab 1873 Kommandeur des III. Armee-Korps, von dem mehrere Regimenter ihren Standort in der Stadt hatten. Die Verleihung erfolgte anlässlich seines 50. Dienstjubiläums.
10. Otto Winterfeldt
Stadtverordneter
Verleihung 1881
Winterfeldt war von 1862 bis 1881 Stadtverordneter, davon Stadtverordneten-Vorsteher 1866–1868 und 1870–1881.
11. Hermann Domke
Stadtverordneter
Verleihung 1893
Domke war von 1862 bis 1893 Stadtverordneter.
12. Wilhelm Gericke (* 1814)
Stadtverordneter
Verleihung 1894
Gericke war von 1850 bis 1853 und von 1855 bis 1899 Stadtverordneter.
Wolrad Kreusler
13. Wolrad Kreusler (1817–1901)
Stadtphysikus
Verleihung 1896
14. Gustav Schmidt (* 1822)
unbesoldeter Stadtrat (1867–1906)
Verleihung 1902
15. Louis Gumpert (1823–1920)
Bankier
Verleihung 1903
Gumpert war 60 Jahre, von 1859 bis 1919, Stadtverordneter
16. Rudolf Hammer (1830–1915)
Oberbürgermeister
Verleihung 1905
Hammer war Reichstagsabgeordneter (1881–1884), Abgeordneter des Preußischen Landtags (1889–1905) und  Oberbürgermeister der Stadt (1897–1905)
17. Hermann Schlee
Fabrikbesitzer
Verleihung 1905
Schlee war 1864 und von 1873 bis 1905 Stadtverordneter, davon Stadtverordneten-Vorsteher (1889–1905)
18. Ernst Blell
Kaufmann
Verleihung 1908
Blell diente von 1885 bis 1908 als unbesoldeter Stadtrat
19. Hermann Eger
Stadtrat
Verleihung 1921
Eger diente von 1884 bis 1918 als unbesoldeter Stadtrat, war 1918–1919 Bürgermeister und wurde 1921 zum Stadtältesten ernannt
20. Carl Reichstein (1847–1931)
Fabrikbesitzer der „Brennabor-Werke“
Verleihung 1921
Stifter des Krüppelheims für Kinder
Otto Sidow
21. Otto Sidow (1857–1927)
Verleger und Buchautor
Verleihung 1922
Sidow war Verleger der „Brandenburger Zeitung“ und von 1898 bis 1927 Stadtverordneter (davon Stadtverordneten-Vorsteher 1919–24 und 1926–27), sowie Mitglied der Weimarer Nationalversammlung (1919) und des Reichstages (1919–1924)
22. Gustav Henkel
Stadtverordneter (1892–1924), unbesoldeter Stadtrat (1924–1927)
Verleihung 1927
Paul von Hindenburg
23. Paul von Hindenburg (1847–1934)
Reichspräsident
Verleihung 1933
Hindenburg war ab 1915 in Brandenburg Domherr und ab 1920 Domdechant. Am 28. August 2013 distanzierte sich die Stadtverordnetenversammlung von der Verleihung von 1933, erkannte sie aber nicht ab.
24. Otto Tschirch (1858–1941)
Gymnasialprofessor, Stadtarchivar, Stadthistoriker
Verleihung 1933
  - Adolf Hitler (1889–1945)

Reichskanzler
Verleihung 1933, aberkannt 1991
  - Wilhelm Kube (1887–1943)

Oberpräsident der Provinz Brandenburg (1933–1936)
Verleihung 1934, aberkannt 1991
25. Max Herm (1899–1982)
Oberbürgermeister
Verleihung 1965
Reichstagsabgeordneter (1932/33) und Oberbürgermeister (1945 und 1957–1965)
26. Grigori Andrejewitsch Below (1901–1994)
Generalleutnant der Sowjetarmee, Held der Sowjetunion
Verleihung 1970
Below war 1945 Kommandeur (Generalmajor) der „Tschernigower“ 16. Garde-Kavallerie-Division (1. Weißrussische Front), die an der Einnahme von Brandenburg, darunter des Zuchthauses Brandenburg, beteiligt war
  - Ernst Albert Altenkirch (1903–1980)

Mitglied des Zentralkomitees der SED
Verleihung 1976, aberkannt 1991
Altenkirch war als Kommunist Häftling im Zuchthaus Brandenburg, nach 1945 Mitarbeiter der SED-Kreisleitung Brandenburg, Stadtverordneter
27. Friedrich-Karl Grasow (1912–2009)
Lehrer, Heimatforscher
Verleihung 1992

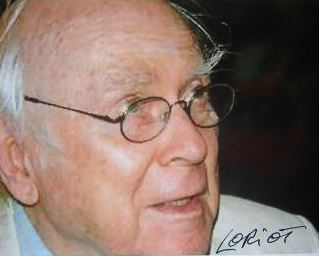
Vicco von Bülow
28. Bernhard Victor von Bülow (Loriot) (1923–2011)
Autor, Zeichner, Satiriker und Schauspieler
Verleihung 1993
29. Horst Flakowski (1918–1999)
Kaufmann (Kaufhausbesitzer)
Verleihung 1995
Stifter des SOS-Kinderdorfes Brandenburg und der Alfred-Flakowski-Stiftung
30. Birgit Fischer (* 1962)
Sportlerin
Verleihung 2004
achtfache Olympiasiegerin im Kanurennsport
31. Wolfgang Huber (* 1942)
evangelischer Theologe
Verleihung 2012
Dechant des Domstifts Brandenburg, 1994–2009 Bischof der Evangelischen Kirche Berlin-Brandenburg-schlesische Oberlausitz
32. Marga Goren-Gothelf (1925–2024)
Holokaustüberlebende
Verleihung 2022
1938 aus ihrer Heimatstadt Brandenburg vertrieben, Engagement als Zeitzeugin für die Aufarbeitung der Geschichte und die deutsch-israelische Völkerverständigung in der Stadt[1]